# Pugionium pterocarpum
Pugionium pterocarpum är en korsblommig växtart som beskrevs av Vladimir Leontjevitj Komarov. Pugionium pterocarpum ingår i släktet Pugionium och familjen korsblommiga växter. Inga underarter finns listade i Catalogue of Life.